# 新田章
新田 章（にった あきら、1956年 - ）は、日本の哲学者。

## 経歴・人物
福島県生まれ。福島県立安積高等学校を経て、早稲田大学第一文学部入学。同哲学専攻卒業後、同大学院修士課程修了、博士課程満期退学。日本仏教の研究で文学博士（立正大学）。早稲田大学・立正大学講師。専門は哲学、倫理学、宗教哲学、比較文学および比較思想。特に、ニーチェ研究家として知られる。

## 著書
- 『ニーチェ解読』（共編著）早稲田大学出版部、1993
- 『ヨーロッパの仏陀―ニーチェの問い』理想社、1998
- 『サンサーラ -輪廻という神話』第1巻、序説「霊魂と他界」、第1部「ギリシア・ローマの輪廻思想」テクネ、2014
- 『サンサーラ -輪廻という神話』第2巻、第2部「インドの輪廻思想」テクネ、2014
- 『サンサーラ -輪廻という神話』第3巻、第3部「中国仏教と輪廻転生」テクネ、2014
- 『そのつどの今』悠光堂、2015
- 『サンサーラ -輪廻という神話』第4巻、第4部「日本仏教と因果応報（上）」テクネ、2015
- 『サンサーラ -輪廻という神話』第5巻、第4部「日本仏教と因果応報（中）」テクネ、2016
- 『サンサーラ -輪廻という神話』第6巻、第4部「日本仏教と因果応報（下）中世（『平家物語』）〜 江戸篇」テクネ、2023

## 翻訳
- ヨーゼフ・デルボラフ『ヨーロッパ倫理学の足跡』川原栄峰編（共訳）早稲田大学出版部、1984
- ジョン・ハリス「臓器移植の必要性」、ジュディス・トムソン「人工妊娠中絶の擁護」（『バイオエシックスの基礎―欧米の「生命倫理」論』加藤尚武、飯田亘之編東海大学出版会、1988、所収）
- エミール・ケッテリング『近さ―ハイデッガーの思惟』川原栄峰編（共訳）理想社、1989
- リヒャルト・ヴィッサー「超人は現れるか」（早稲田大学大学院哲学専攻 『哲学世界』 12号、1989）
- H.ロルストンⅢ「生命の尊重――禅仏教は環境倫理形成の一助たりうるか」、T. L. S. スプリッグ「自然に本質的価値はあるか」（『生命と環境の倫理研究資料集』、千葉大学教養部倫理学研究室、1990）
- リヒャルト・ヴィッサー「ニーチェの教説 〈万人は完全に無責任にして無罪なり〉」（共訳、『ニーチェ解読』 所収、1993）
- リヒャルト・ヴィッサー『人間存在と問い 批判的・危機的・人間学』（共訳）南窓社、1994
- ヴォルフガング・ミュラー=ラウター『ニーチェ論攷』理想社、1999

## 論文
- 「日本仏教における因果応報の研究」（博士論文）立正大学、2016
- CiNii>新田章
- 『そのつどの今』>収録作品一覧

## その他
- 『ニーチェ全集15 この人を見/自伝集』（川原栄峰訳、ちくま学芸文庫、1994年）訳注449-451頁、528頁。
- 仲崇霖『仲墨』（監修）テクネ、2015
- 仲崇霖『仲墨Ⅱ』（監修）テクネ、2015

## 参考
- 『ヨーロッパの仏陀-ニーチェの問い』理想社、1998